# Faustin Twagiramungu
Faustin Twagiramungu (Cyangugu, 14 de agosto de 1945-Bruselas, 2 de diciembre de 2023) fue un político ruandés. Fue primer ministro desde 1994 hasta su renuncia en 1995, el primer jefe de gobierno designado después de que el Frente Patriótico Ruanés (RPF) capturara Kigali. Luego se exilió a Bélgica. Aunque de origen hutu, Twagiramungu rechaza los cánones étnicos, prefiriendo verse a sí mismo como un simple ruandés.

## Biografía
Twagiramungu Recibió una educación universitaria en Quebec, Canadá en la década de 1960 y conoció a René Lévesque. 
En julio de 1994, Twagiramungu finalmente se convirtió en primer ministro en el "Gobierno de Unidad Nacional" inspirado en Arusha, creado por el Frente Patriótico Ruandés después de tomar el poder y culminar el genocidio de Ruanda.  Su nombramiento estaba teñido de simbolismo para muchos ruandeses, ya que era yerno de Grégoire Kayibanda. Después de asumir el cargo, Twagiramungu se enfrentó al molesto problema de los abusos de los derechos humanos por parte del RPF. Al igual que el ministro del Interior, Seth Sendashonga , creía que debía haber una cierta tolerancia, pero estaba preocupado cuando parecía no haber un final a la vista. Según el historiador Gérard Prunierquien discutió el tema con Twagiramungu extensamente. 
En Bruselas, en marzo de 1996, Twagiramungu y Sendashonga establecieron un partido de oposición en el exilio llamado las Fuerzas Democráticas para la Resistencia (FRD).